# Viviparus teschi
Viviparus teschi, is een uitgestorven kieuwslak.

## Beschrijving

### Schelpkenmerken
Een hoog kegelvormige schelp met ongeveer 5 platte windingen gescheiden door een ondiepe sutuur, een schuin ovale aan de bovenzijde iets stomphoekig toelopende mondopening en een stomp gepunte top. De schelp doet denken aan Viviparus glacialis maar is groter en heeft een grotere tophoek (tussen 50° en 65°). De mondrand is scherp, niet verdikt en niet continu. De schelp is dikwandig. Het schelpoppervlak is glad en glanzend en vertoont vrij regelmatige groeilijnen. Onder hogere vergroting (ongeveer 50x) zijn uit putjes bestaande spiraallijnen waarneembaar. Er is geen kleurpatroon op de schelp bekend. Er is een nauwe navel die ook bedekt kan zijn.

### Afmetingen van de schelp
- hoogte: tot ongeveer 28 millimeter
- breedte tot ongeveer 19 millimeter

### Dier
Over het dier is niets bekend.

### Voortplanting
Hoewel alle Viviparidae ovovivipaar zijn, is over de voortplanting van deze soort niets bekend.

### Habitat en levenswijze
De soort werd in associaties met Viviparus glacialis aangetroffen. Uit de begeleidende niet uitgestorven fauna en de sedimentaire facies waarin schelpen zijn aangetroffen, kan afgeleid worden dat Viviparus teschi geleefd heeft in rustige delen van rivieren.

### Areaal
Viviparus teschi is alleen bekend uit enkele boringen in Nederland. Steeds werden maar weinig exemplaren aangetroffen.

### Fossiel voorkomen
Viviparus teschi is alleen uit het Tiglien en het Leerdam Interglaciaal bekend. De soort is uitgestorven na het Vroeg Pleistoceen.

### Opmerking
Afgebeeld is het holotype.